# Osmia dimidiata
Osmia dimidiata là một loài Hymenoptera trong họ Megachilidae. Loài này được Morawitz mô tả khoa học năm 1870.